# Carlos Díaz (filósofo)
Carlos Díaz Hernández  (Canalejas del Arroyo, España, 1 de noviembre de 1944) es un filósofo español y profesor universitario de Filosofía e Historia de las Religiones, conocido por sus contribuciones al desarrollo del personalismo comunitario y por su intensa agenda de cursos y conferencias en Europa y Latinoamérica.
Conferenciante por toda España y por la mayoría de países de Latinoamérica, es investigador y difusor del pensamiento personalista comunitario en lengua castellana. En sus escritos defiende el anarquismo y el personalismo de Emmanuel Mounier.

## Biografía
Nació en Canalejas, España, un municipio de la provincia de Cuenca en Castilla-La Mancha, el 1 de noviembre de 1944.

### Trayectoria profesional
Fue traductor y editor de muchos escritos anarquistas clásicos en los años 70. Ha sido amigo de viejos militantes anarquistas como Diego Abad de Santillán, Víctor García y Ángel Cappelletti.
Actualmente es el presidente de la Fundación Emmanuel Mounier, miembro del Consejo de Redacción de la revista Acontecimiento y de la Colección “Persona”. Autor de más de 250 libros.
Su principal obra es el Manual de historia de las religiones, así como Religiones personalistas, religiones transpersonalistas y el pequeñas obras publicadas por su propia editorial como El hinduismo, El budismo, El islamismo.
Sus obras han sido traducidas al numerosos idiomas: inglés, francés, portugués, italiano, alemán, rumano, polaco, turco, catalán, gallego, vasco.
Es director de la revista católica internacional Communio.

### Trayectoria académica
Licenciado y Doctor en Filosofía (Universidad Complutense de Madrid), Licenciado en Derecho (UN.E.D., Madrid), Diplomado en Sociología Política (Centro de Estudios Constitucionales, Madrid). Es Profesor Titular jubilado de la Universidad Complutense de Madrid y Profesor Visitante Permanente de la Universidad Pontificia de México. Fundador del Instituto Mounier de España, México, Argentina y Paraguay entre otros países. Estudió filosofía en Salamanca, Madrid y München (Alemania), doctorándose por la Universidad Complutense de Madrid con Premio Extraordinario en 1969. Además, estudió Derecho y Sociología Política en Madrid, habiendo obtenido el grado licenciado en Sociología Política por el Instituto Superior de Estudios Políticos de Madrid, de doctor en Derecho por la UNED de Madrid y doctor en Psicología por la Universidad Galileo Galilei de Guatemala.
En 1971 ganó por oposición la cátedra de filosofía en los Institutos de Enseñanza Media, y desde 1982 fue profesor titular de historia de la filosofía de la Universidad Complutense de Madrid. También ha colaborado como profesor invitado de México. Es fundador y presidente de la Fundación y del Instituto Emmanuel Mounier en diversos países, escritor, conferenciante, editor y miembro de varios consejos de redacción. En el período 1999-2001 se desempeñó como director de la publicación castellana de Communio. Actualmente colabora en el Consejo de redacción de esta revista. En el 2018 había publicado ya 286 libros. Sus tres hijos –Esperanza, Carlos y Esther– le han dado cuatro nietos: Andreas, Daniel, Carlos y Adrián. Actualmente es profesor emérito de la Universidad Complutense de Madrid.

## Obra

### Libros
1. Personalismo obrero (presencia viva de Mounier). Ed. Zero, Bilbao, 1969, 111 p. 3.ª ed.
2. Hombre y Dialéctica en el marxismo-leninismo. Ed. Zero, Bilbao, 1970, 110 p. 2.ª ed.
3. Husserl. Intencionalidad y fenomenología. Ed. Zero, Bilbao, 1971, 123 p. 2.ª ed.
4. Por y contra Stirner. Ed. Zero, Bilbao, 1975, 111 p.
5. Introducción al personalismo actual (con M. Maceiras). Ed. Gredos, Madrid, 1975, 246 p.
6. El Anarquismo como fenómeno político-moral. Editores Mexicanos Unidos, México, 1975, 190 p. 2.ª edición de Zero (3.ª ed.) Bilbao.
7. Besteiro, el socialismo en libertad. Ed. Silos, Madrid, 1976, 255 p.
8. Marx-Engels: El libro rojo y negro (selección de textos). Ed. Júcar, Gijón, 1976, 123 p.
9. Las teorías anarquistas. Ed. Zero, Bilbao, 1976, 250 p. 3.ª ed.
10. Religión (Tercero de BUP) (con J.J. Valenceja). Madrid, 1977, 247 p.
11. La actualidad del anarquismo. Ed. Ruedo Ibérico, París, 1977, 151 p.
12. Memoria anarquista. Ed. Mañana, Madrid, 1977, 131 p.
13. Escritos sobre pedagogía política. Ed. Marfil, Alcoy, 1977, 262 p.
14. Filosofía (Tercero de BUP) (con J. Montoya). Ed. Marfil, Alcoy, 1977, 444 p.
15. Ensayos de pedagogía libertaria (con F. García). Ed. Zero, Bilbao, 1977, 107 p. 5.ª ed.
16. Bakunin: La libertad (selección de textos). Ed. Júcar, Gijón, 1977, 188 p.
17. Mounier y la identidad cristiana. Ed. Sígueme, Salamanca, 1978, 206 p. Reeditado con el mismo título en Imdosoc, México, 1978, 207 p.
18. Historia de la Filosofía (para COU) (con F. Quesada). Ed. Silos, Madrid, 1978, 314 p. 2.ª ed.
19. Antropología (Psicología). UNED, Madrid, 1979, 317 p. (2.ª ed.
20. Carlos Díaz. ¿Es grande ser joven?. Encuentro. ISBN 978-84-7490-043-9.
21. Contra Prometeo. Una contraposición entre ética autocéntrica y ética de la gratuidad. Ed. Encuentro, Madrid, 1980, 194 p. 2.ª ed. (Trad. italiana en Ed. Jaca Book, Milán, 1984).
22. Ética social (III BUP) (con J. M. Benavente). Ed. Gregorio del Toro, Madrid, 1981, 249 p.
23. La juventud a examen. Ed. Paulinas, Madrid, 1982, 144 p.
24. Memoria y deseo. Oficio de enseñar y pasión por el hombre. Ed. Sal Terrae, Santander, 1983, 260 p.
25.El sujeto ético. Ed. Narcea, Madrid, 1983, 269 p.
26. Tiempo para jóvenes maestros de jóvenes. Ed. PPC, Madrid, 1983, 174 p.
27. Para ti joven, contra ti joven. Ed. Paulinas, Madrid, 1983, 174 pp. (2.ª ed).
28. Profesores verdaderos y profesores falsos. Ed. San Pío X, Madrid, 1983, 172 p.
29.Carlos Vargas. Intensamente Cotidianamente. Encuentro. ISBN 978-84-7490-090-3.
30. Sabiduría y locura. El cristianismo como lúcida ingenuidad. Ed. Sal Terrae, Santander, 1984, 260 p.
31. Juventud 1985. Por la participación y por la paz. Ed. San Pío X, Madrid, 1985, 133 p.
32.Carlos Díaz. Corriente Arriba. Encuentro. ISBN 978-84-7490-134-4.
33. Escucha, posmoderno. Ed. Paulinas, Madrid, 1985, 195 p.
34. La última filosofía española. Una crisis críticamente expuesta. Ed. Cincel, Madrid, 1985, 195 p. 2.ª ed.
35. Hegel, filósofo romántico. Ed. Cincel, Madrid, 1985, 195 p. 5.ª ed.
36. Ecología y pobreza en Francisco de Asís. Ed. Aránzazu, Madrid, 1986, 150 p.
37. El sueño hegeliano del estado ético. Ed. San Esteban, Salamanca, 1987, 238 p.
38.Carlos Vargas. Eudaimonía. La Felicidad como utopía necesaria.. Encuentro. ISBN 978-84-7490-157-3.
39. Nihilismo y estética. Ed. Cincel, Madrid, 1987, 182 p. 2.ª ed.
40. El pensamiento de Jacques Maritain. (con J.R. Calo) Ed. Cincel, Madrid, 1987, 246 p.
41. Al sur. Aguimes y Santa Lucía, Gran Canaria, 1988, 187 p. 42.
42.Carlos Díaz. Preguntarse por Dios es razonable.. Encuentro. ISBN 978-84-7490-215-0.
43. Los nuevos jóvenes de la vieja Europa. Ed. Libertarias, Madrid, 1989, 174 p. 2.ª ed.
44. Educar en la utopía. Ed. CCS, Madrid, 1989, 138 p.
45. De Clío a Hermes. Meditación filosófica sobre la historia. Ed. Coloquio, Madrid, 1990, 116 p.
46. Filosofía III. (Díaz et alii). Ed. Bruño, Madrid, 1990, 319 p. 3.ª ed.
47. Horizontes del hombre. Ed. CCS, Madrid, 1990, 217 p.
48 El valor de ser maestro. Ed. ACC, Madrid, 1990, 110 p.
49. Difícil humor nuestro de cada día. Ed. Libertarias, Madrid, 1991, 174 p.
50. De la razón dialógica a la razón profética. Ed. Madre Tierra, Móstoles, 1991, 133 p.
51 Yo quiero. Ed. San Esteban, Salamanca, 1991, 152 p.
52.Carlos Vargas. Ilustración y religión. Encuentro. ISBN 978-84-7490-258-7.
53. La persona como presencia comunicada. Ed. CCS, Madrid, 1991, 155 p.
54. En el jardín del Edén. Ed. San Esteban, Salamanca, 1991, 155 p.
55. Releyendo el anarquismo. Ed. Madre Tierra, Móstoles, 1991, 155 p.
56. La política como justicia y pudor. Ed. Madre Tierra, Móstoles, 1991, 155 p.
57. Cuando la razón se hace palabra. Ed. Madre Tierra, Móstoles, 1992, 204 p.
58. El olimpo y la cruz. Ed. Caparrós, Madrid, 1993, 127 p.
59. Víctor García, el Marco Polo del anarquismo. Ed. Madre Tierra, Móstoles, 1993, 198 p.
60. Manifiesto para los humildes. EDIM, Valencia, 1993, 349 p. 2.ª ed.
61. Para ser persona. Ed. Instituto E. Mounier, Las Palmas de Gran Canaria, 1993, 167 p.
62. Diez miradas sobre el rostro del otro. Ed. Caparrós, Madrid, 1994, 225 p. (2.ª ed.
63. Entre Atenas y Jerusalén. Ed. Atenas, Madrid, 1994, 278 p.
64. Esperar construyendo. Instituto Teológico de Murcia, Murcia, 1994, 237 p.
65. Un poco más y no hay impío. Ed. San Esteban, Salamanca, 1994, 173 p.
66. Familia y compromiso social. EDIM, Valencia, 1994, 249 p.
67. Introducción a la identidad cristiana. Ed. San Pío X, Madrid, 1994, 154 p.
68. Valores del futuro que viene. Ed. Madre Tierra, Móstoles, 1995, 208 p.
69. Maximiliano Kolbe, la victoria sobre Auschwitz. ACC, Madrid, 1995, 114 p.
70. Para venir a serlo todo. Ed. Paulinas, Madrid, 1995, 167 p.
71. Hacia el kilómetro 0. Más allá de Prometeo y de Narciso. Ed. San Pío X, Madrid, 1995, 275 p.
72. Vocabulario de formación social. EDIM, Valencia, 1995, 537 p. 2.ª ed. como Vocabulario de ética social por la Universidad Pontificia, México, 1996, 184 p.
73. La buena aventura del comunicarse. Ed. Nossa y Jara, Móstoles, 1995, 183 p.
74. ¿Tolerancia o apostasía? Ed. PPC, Madrid, 1995, 156 p.
75. La filosofía, sabiduría primera. Ed. Videocinco, Madrid, 1996, 429 p.
76. Filosofía (con J. J. Abad). Ed. McGraw Hill, Madrid, 1996, 463 p. Reeditado en Mc Graw Hill como Introducción a la filosofía. VVAA. México, 2001, 563 p. 5.ª ed.
77. España canto y llanto. Historia del movimiento obrero con la Iglesia al fondo. Ed. ACC, Madrid, 1996, 463 p.
78. Como bramar de mares braman. Universidad Pontificia, México, 1996, 151 p.
79. Como Dios manda. Imdosoc, México, 1996, 151 p.
80. Ayudar a sanar el alma. Ed. Caparrós, Madrid, 1997, 178 p.
81. Diego Abad de Santillán, semblanza de un leonés universal. Instituto de Investigación, León, 1997, 312 p.
82.Nueve rostros del hombre. Ed. San Pablo, Madrid, 1997, 180 p.
83. Manual de historia de las religiones. Ed. Desclée de Brouwer, Bilbao, 1997, 645 p. 5.ª ed.
84. Diez palabras clave para educar en valores. Fundación E. Mounier, Madrid, 1998, 101 p. 33.ª ed. Traducido: rumano, portugués, inglés, turco)
85. Otra palabra, otra escritura. Ed. San Pío X, Madrid, 1998, 171 p.
86. Educar para una democracia moral. Castilla Ediciones, Valladolid, 1998, 158 p.
87. Valor y virtud del maestro. Secretaría de Educación, Durango, México, 1998, 189 p.
88. He visto la luna en mi escuela. Secretaría de Educación, Durango, México, 1998, 150 p.
89. Apología de la fe inteligente. Ed. Desclée de Brouwer, Bilbao, 1998, 256 p.
90. Racionalidad empresarial y racionalidad eclesial. Imdosoc, México, 1998, 151 p.
91. Educar para la responsabilidad ética. UNPF, México, 1998, 156 p.
92. Religión, cultura y sociedad (4° ESO). Ed. Santillana, Madrid, 1999, 103 p. 2.ª ed.
93.Religión, cultura y sociedad (1° Bachillerato). Ed Santillana, Madrid, 1999, 104 p.
94. A pie de escuela. BAC, Madrid, 1999, 182 p.
95. Monseñor Oscar Romero. Fundación E. Mounier, 1999, 103 p. 3.ª ed.
96. Soy amado, luego existo. I. “Yo y tú”. Ed. Desclée de Brouwer, Bilbao, 1999, 324 p. 2.ª ed.
97. Soy amado, luego existo. II. “Yo valgo, tú vales”. Ed. Desclée de Brouwer, Bilbao, 2000, 345 p.
98. Soy amado, luego existo. III. “Tú enseñas, yo aprendo”. Ed. Desclée de Brouwer, Bilbao, 2000, 365 p.
99. Soy amado, luego existo. IV. “Su justicia para quienes guardan su alianza”.Ed. Desclée de Brouwer, Bilbao, 2000, 318 p.
100. Didáctica de las grandes religiones de Occidente. Ed. Laberinto, Madrid, 2000, 316 p.
101.El libro de los valores personalistas y comunitarios. Fundación E. Mounier, Madrid, 2000, 172 p. Reeditado como Las claves de los valores. Ediciones Internacionales Universitarias, Madrid, 2001, 191 p.
102. El libro del militante personalista y comunitario. Fundación Emmanuel Mounier, Madrid, 2000, 178 p. Reeditado como El hombre, animal no fijado. Ed. PPC, Madrid, 2001, 205 p.
103. Emmanuel Mounier. Un testimonio luminoso. Ed. Palabra, Madrid, 2000, 286 p.
104. Emmanuel Mounier. Fundación E. Mounier, Madrid, 2000, 123 p. 6.ª ed.
105. Educar en valores (Guía para padres y maestros). Ed. Trillas, México, 2000, 166 p. 5.ª ed.
106. Valores I. Ed. Trillas, México, 2001, 128 pp. Más guía didáctica de 85 p. 8.ª ed. Reeditó CCS, Madrid, 2004, 9 y 10.ª ed.
107. Valores II. Ed. Trillas, México, 2001, 128 pp. Más guía didáctica de 89 p. 9.ª ed. Reeditó CCS, Madrid, 2004, 10.ª y 11.ª ed.
108. Valores III. Ed. Trillas, México, 2001, 128 pp. Más guía didáctica de 76 p. 8.ª ed. Reeditó CCS, Madrid, 2004 9.ª y 10.ª ed.
109. Valores IV. Ed. Trillas, México, 2001, 128 pp. Más guía didáctica de 83 p. 8.ª ed. Reeditó CCS, Madrid, 2004, 9 y 10.ª ed.
110. Valores V. Ed. Trillas, México, 2001, 128 pp. Más guía didáctica de 75 p. 8.ª ed. Reeditó CCS, Madrid, 2004, 9.ª y 10.ª ed.
111. Valores VI. Ed. Trillas, México, 2001, 128 pp. Más guía didáctica de 80 p. 8.ª ed. Reeditó CCS, Madrid, 2004, 9.ª y 10.ª ed.
112. Maximiliano Kolbe. Fundación E. Mounier, Madrid, 2001, 122 p. 2.ª ed.
113. La persona como don. Ed. Desclée de Brouwer, Bilbao, 2001, 280 p.
114. El arte y el orgullo de vivir la escuela. Universidad Autónoma de Sinaloa, México, 2001, 183 p.
115. Qué es personalismo el comunitario. Fundación E. Mounier, Madrid, 2001, 155 p. 3.ª ed.
116. Diez virtudes para vivir con humanidad. Fundación E. Mounier, 2002, 102 pp. (14.ª
ed).
117.Carlos Díaz. Breve Historia de la Filosofía. 17 (e)lecciones.. Encuentro. ISBN 978-84-7490-648-6.
118. Treinta nombres propios. Fundación E. Mounier, Madrid, 2002, 167 pp. (2.ª ed).
119. Aprovechar la crisis con creatividad. Ed. CCS, Madrid, 2002, 149 pp
120. Prudencia. Ed. Trillas, México, 2002, 156 pp. (2.ª ed)
121. Templanza. Ed. Trillas, México, 2002, 172 pp. (2.ª ed)
122. Amor. Ed. Trillas, México, 2002, 152 pp. (2.ª ed)
123. Alegría. Ed. Trillas, México, 2002, 160 pp. (2.ª ed)
124. Paciencia. Ed. Trillas, México, 2002, 156 pp. (2.ª ed)
125. Justicia. Ed. Trillas, México, 2002, 200 pp. (2.ª ed)
126. Fortaleza. Ed. Trillas, México, 2002, 157 pp. (2.ª ed).
127. Confianza. Ed. Trillas, México, 2002, 160 pp. (2.ª ed).
128. Esperanza. Ed. Trillas, México 2002, 200 pp.(2.ª ed).
129. Humildad. Ed. Trillas, México, 2002, 182 pp. (3.ª ed).
130. Repensar las virtudes. Eiunsa, Pamplona, 2002, 238 pp.
131. Atajos de sabiduría. Ed. Desclée de Brouwer, Bilbao, 2003, 202 pp.
132. Alternativas a un mundo global. Fundación E. Mounier, Madrid, 2003, 113 pp.
133. Del nacionalismo al internacionalismo. Fundación E. Mounier, Madrid, 2003, 112 pp.
134. El reto político de una economía justa. Fundación E. Mounier, Madrid, 2003, 113 pp.
135. El desafío intercultural. Fundación Mounier, Madrid, 2003, 106 pp.
136. La hora del personalismo comunitario. El compromiso de la acción. Fundación E.
Mounier, Madrid, 2003, 112 pp.
137. El amanecer del movimiento obrero. Fundación E. Mounier, Madrid, 2003, 116 pp.
138. La primera internacional obrera. Fundación E. Mounier, Madrid, 2003, 115 pp.
139. La segunda internacional (socialista). Fundación E. Mounier, Madrid, 2003, 118 pp.
140. La tercera internacional (comunista). Fundación E. Mounier, Madrid, 2003, 114 pp.
141. De la muerte de Franco al siglo XXI. Fundación E. Mounier, Madrid, 2003, 109 pp.
142. Martin Buber. Fundación Mounier, Madrid, 2003, 105 pp. (2.ª ed).
143. Religiones personalistas y religiones transpersonalistas. Ed. Desclée de Brouwer,
Bilbao, 2003, 350 pp.
144. Religión católica. Ed. El Laberinto, Madrid, 2003, 220 pp.
145. El humanismo hebreo de Martin Buber. Fundación E. Mounier. Madrid, 2004, 188
pp.
146. Filosofía. Un nuevo enfoque. Ed. McGraw Hill, México, 2004, 218 pp.(2.ª ed).
147. Pedagogía de la ética social (Para una formación de valores). Ed. Trillas, México,
2004, 313 pp.
148. Mi encuentro con el personalismo comunitario. Fundación E. Mounier, Madrid, 2004,
194 pp.
149. El capital social y la conciencia del empresario. Ed. Granica, México, 2004, 206 pp.
150. Historia de la filosofía. (con M. Izquierdo y J. Ayllón). Ed. Ariel, Barcelona, 2004,
414 pp. (4.ª ed).
151. Diez palabras clave para decir el credo. Fundación E. Mounier, Madrid, 2005, 100
pp. (3.ª ed).
152. Decir la persona. Fundación E. Mounier, Madrid, 2005, 151 pp. (2.ª ed).
153. Este hombre, este mundo. Ed. Palabra, Madrid, 2005, 260 pp
154. Decir el credo. Ed. Desclée de Brouwer, Bilbao, 2005, 230 pp (2.ª ed).
155. La Iglesia que piensa. Ed. Dos Mundos. Madrid, 2005, 134 pp. (2aed).
156. Filosofía de la razón cálida. Ed. Emmanuel Mounier. Córdoba (Argentina), 2005,
220 pp.
157. El camino de la virtud. Ed. San Pablo, Madrid, 2005, 167 pp.
158. Del yo desventurado al nosotros radiante. Fundación E. Mounier, Madrid, 2006, 133
pp. (2.ª ed).
159. No perder el tú en el camino. Ed. Mounier, Madrid, 2006, 103 pp.
160. La fragilidad que hay en la felicidad. Ed. E. Mounier, Madrid, 2006, 129 pp. (2.ª
ed).
161. Por respeto al otro. Ed. Dos Mundos, Madrid, 2006, 100 pp.
162. El don de la razón cordial. Ed. Clie, Barcelona, 2007, 156 pp.
163. El maestro justo, forjador de caracteres morales. Ed. Progreso, México, 2007, 191
pp.
164. Pedagogía de la salud comunitaria. Ed. Progreso, México, 2007, 195 pp.
165. Educar con valores y vivir con humanidad. Ed. Progreso, México, 2007, 248 pp.
166. Mundo global y desafío intercultural. Ed. Progreso, México, 2007, 199 pp.
167. El “nuevo pensamiento” de Franz Rosenzweig. Fundación E. Mounier, Madrid, 2008,
150 pp.
168.Ciencia y conciencia. Hacia una buena sociedad. Fundación E. Mounier, 2008, 106
pp.
169. Por un mundo mejor. Ed. Proyección, México, 2008.
170. El camino espiritual de Francisco de Asís. Ed. Paulinas, Madrid, 2008, 158 pp.
171. El sistema del anarquismo (Luces y sombras). Fundación E. Mounier, Madrid, 2009,
148 pp.

### Otras publicaciones
(Menos de 100 páginas)
1. El niño proletario. Ed. Zero, Bilbao, 1970, 35 pp.
2. Latinoamérica y el campesinado (seudónimo Vicente Quesada). Ed. Zero, Bilbao, 1970,
81 pp.
3. Aburrimiento y sociedad. Ed. Zero, Bilbao, 1970, 42 pp
4. Ensayo de pedagogía utópica. Ed. Zero, Bilbao, 1975, 61 pp (trad. italiana: Per una
pedagogía libertaria. Edizione del CDA, Torino, s/f, 71 pp). (4.ª ed).
5. El Estado (seudónimo C. Bonacasa). Ed. Zero, Bilbao, 1970, 41 pp.
6. Lenin (seudónimo Julia P. Ramírez). Ed. Zero, Bilbao, 1970, 46 pp.
7. Historia de las ideas políticas (seudónimo Ramón Rodríguez). Ed. Zero, Bilbao, 1970,
42 pp.
8. Los orígenes del sindicato (seudónimo Eduardo Cabezas). Ed. Zero, Bilbao, 1970, 41 pp.
9. Introducción a la fenomenología. Ed. Zero, Bilbao, 1971, 55 pp. (2.ª ed.)
10. Marcuse (seudónimo Luis Blanco). Ed. Zero, Bilbao, 1971, 51 pp.
11. El año 2000 (seudónimo Ana D. Hernández). Ed. Zero, Bilbao, 1971,41 pp.
12. Hombre político, hombre moral. Ed. Zero, Bilbao, 1972, 43 pp.
13. Esperanza marxista, esperanza cristiana. Ed. Zero, Bilbao, 1973, 58 pp.
14. Historia dialéctica de las clases sociales (seudónimo Julia P. Ramírez). Ed. Zero, Bilbao,
1973, 63 pp (traduc. italiana: Storia dialettica delle clasi sociali. Coines Edizioni, Venezia,
1974, 87 pp).
15. Tres biografías. Cuadernos para el Diálogo. Madrid, 1973, 50 pp.
16. Proudhon. Ed. Zero, Madrid, 1973, 53 pp.
17. Mounier, ética y política. Ed. Cuadernos para el Diálogo. Madrid, 1975, 38 pp.
18. Ensayo de pedagogía utópica (con Félix GarcíaI). Ed. Zero, Madrid, 1975, 61 pp.
19. No hay escuela neutral. Ed. Zero, Madrid, 1975. 48 pp.
20. Dieciséis tesis sobre anarquismo. (con Félix García) Ed. Bilbao, 1976, 96 pp (5.ª ed.).
21. La Primera Internacional de trabajadores. Ed. Mañana, Madrid, 1977, 87 pp.
22. Manifiesto libertario de la enseñanza. Ed. La Piqueta, Madrid, 1978, 61 pp.
23. Oficio de maestro. Ed. Narcea, Madrid, 57 pp.+
24. El puesto del hombre en la filosofía contemporánea. Ed. Narcea, 61 pp.
25. Introducción al pensamiento de Martin Buber. IEM, Madrid, 1990, 62 pp. (2.ª ed).
26. Introducción al pensamiento de Emmanuel Mounier. IEM, Madrid, 1990, 61 pp. (3.ª
ed).
27. Introducción al pensamiento de José Manzana. IEM, Madrid, 1990, 67 pp.
28. Max Stirner. Un posmoderno temprano. Ed. Pontificia, México, 1997, 60 pp.
29. El educador, agente de transformación social. Ed. CCS, Madrid, 1998, 55 pp. (2.ª ed).
30. El hombre, imagen de Dios. Imdosoc, México, 1999, 71 pp. (3.ª ed).
31. Religión, cultura y sociedad. (3° ESO). Ed. Santillana, Madrid, 1999, 96 pp. (2.ª ed).
32. Guillermo Rovirosa. Fundación E. Mounier, Madrid, 2002, 92 pp. (3.ª ed).
33. Hinduismo Fundación E. Mounier, Madrid, 2002, 92 pp. (2.ª ed).
34. Budismo Fundación E. Mounier, Madrid, 2002, 92 pp. (2.ª ed).
35. Judaísmo Fundación E. Mounier, Madrid, 2002, 91 pp. (2.ª ed).
36. Cristianismo Fundación E. Mounier, Madrid, 2002, 91 pp. (2.ª ed).
37. Islamismo Fundación E. Mounier, Madrid, 2002, 91 pp. (2.ª ed).
38. Amor confiado Fundación E. Mounier, Madrid, 2002, 93 pp. (2.ª ed).
39. Esperanza alegre Fundación E. Mounier, Madrid, 2002, 87 pp. (2.ª ed).
40. Fortaleza justa Fundación E. Mounier, Madrid, 2002, 88 pp. (2.ª ed).
41. Humildad paciente Fundación E. Mounier, Madrid, 2002, 94 pp. (2.ª ed).
42. Prudencia temperada Fundación E. Mounier, Madrid, 2002, 90 pp. (2.ª ed).
43. Max Stirner. Uma filosofia radical do eu. Editora Imaginário, Sao Paulo (Brasil),
2002, 93 pp.
44. El personalismo comunitario. Emmanuel Mounier. Imágenes de la fe, no 392, abril
2005, 34 pp.
45. Dolet, ergo sum. Para una reconciliación con el dolor. Ed. Mounier, Córdoba,
Argentina, 2005, 95 pp.
46. Sustentabilidad ecológica y espiritualidad. Fundación E. Mounier, Madrid, 2009, 95
pp.

### Traducciones
- Guilead, R: Être et liberté. Une étude sur le dernier Heidegger. Ed. Gregorio del Toro, Madrid, 1969, 190 pp.
- Larizza, M: I presopposti teoretici dell'anarquismo di Charles Fourier. Ed. Zero, Bilbao, 1970, 49 pp.
- Kool, F: Dokumente der Weltrevolution. Dos Volúmenes. Ed. Zero, Bilbao, 1971, 519 pp.
- Klee, P: Die Nigger Europas. Ed. Zero, Bilbao, 1973, 107 pp. 13
- Lacroix, J: Le personnalisme comme anti-ideologie. Ed. Guadiana, Madrid, 1973, 207 pp.
- Marx, K: Señor Vogt: Introducción, Traducción y Notas. Ed. Zero, 1974, 326 pp.
- Guerin, D: Ni Dieu ni Maître. Dos volúmenes. Campo Abierto Ediciones, Madrid, 1977, 623 pp.
- VVAA: Europa heute. Ed. Zero, Bilbao, 1977, 256 pp.
- Bakunin, M: L’Ëtat et la Commune. Ed. Zero, Bilbao, 205 pp.
- Danielou, J: Contemplation. Croissance de l'Églisse. Ed. Encuentro, Madrid, 1980, 170 pp.
- Fetscher, I: El marxismo. Su historia en documentos. Tres volúmenes. Ed. Zero, Bilbao 1981, 1056 pp. (Título original en alemán: Der Marxismus. Seine Geschichte in Dokumenten.)
- Mounier, E: Communisme, anarchie, personnalisme. Ed. Zero, 1981, 390 pp.
- Hegel, G.W.F: Phänomenologie des Geistes. Traducción, prólogo y epílogo. Ed. Alambra, Madrid, 1985, 165 pp. (2.ª ed).
- Buber, M: Ich und Du. Ed. M. Caparrós, Madrid, 1992, 123 pp. (2.ª ed).
- Marion, J. L: Prolégomenes a la charité. Ed. M. Caparrós, Madrid, 1993, 171 pp.
- Hegel, G.W.F: Grundlinien del Philosophie des Rechts. (Ed. K. Ilting) Ed. Libertarias, Madrid, 1993, 802 pp.
- Centro Nuovo Modelo di Sviluppo: Sulla Pelle dei Bambini. Ed. A.C.C. Madrid, 1995, 115 pp.
- Coreth, E: Fragen des Menschen (Frage, Freiheit und Transzendenz). Universidad Pontificia, México, 1996, 40 pp.
- Von Wilpert, G: Moderne Weltliteratur. Die Gegenwarts-Literaturen Europa und Americas. Dos volúmenes. Ed. Gredos, Madrid, 1997,882 pp.
- Stein, E: Die Frau. Ed. Palabra, Madrid, 1998, 339 pp. (3.ª ed).
- Guardini, R: Ethic. BAC, Madrid, 1998, 459 pp. (2.ª ed).
- Bombaci, N: Una vita, una testimonianza. Emmanuel Mounier. Ed. Mounier, Madrid, 2002, 244 pp.
- Cordes, J: Die verlorene Väter. Ed. Palabra, Madrid, 2003, 210 pp. 14
- Buber, M.: Die frage an den Einzelnen. Der Weg des Menschen (nach der Chassidischen Lehre). Reden uber Erziehung. Zur Geschichte des Dialogischen Prinzips. Ed. Mounier, Madrid, 2004, 132 pp.
- Nédoncelle, M: Personne humaine et nature. Ed. Mounier, Madrid, 2005, 120 pp.
- Landsberg, P.L: Problemes du personnalisme. Ed. Mounier, Madrid, 2006, 157 pp.
- Levinas, E: Noms Propres. Fundación E. Mounier, Madrid, 2008, 111 pp.

### Prólogos
- 1970. Vinuesa, J. M.: Unamuno. Persona y sociedad. Ed. Zero, Madrid, pp. 5-6
- 1970. Garrido, F: Historia de las clases trabajadoras. Vol. I. Ed. Zero, Bilbao, pp. 5-14
- 1970. Criado, M.J: Persona y compromiso en Mounier. Ed. Zero, Bilbao, 1970, pp. 3-5.
- 1970. Kropotkin, P: El apoyo mutuo. Ed. Zero, Bilbao, pp. 7-19
- 1972. Proudhon, P.J: Propiedad y federación. Narcea Ediciones, Madrid, pp. 13-61
- 1972. Ferriere, A: Problemas de educación nueva. Ed. Zero, Bilbao, pp. 5-7.
- 1973. Lacroix, J: El personalismo como antiideología. Ed. Guadiana, Madrid, 1973, pp.11-24
- 1973. Kropotkin, P: La conquista del pan. Ed. Zero, Bilbao, 1973, pp. 7-10
- 1973. Poulantzas, N: Clases sociales y alianzas por el poder. Ed. Zero, Bilbao, pp. 5-15
- 1974. Hernández, M: Antología. Ed. Zero, Bilbao, pp. 7-26
- 1974. Lenin: Materialismo y empiriocriticismo. Ed. Zero, Bilbao, pp. 5-6
- 1975. Mounier, E: Revolución personalista y comunitaria. Ed. Zero, Bilbao, pp. 5-7
- 1976. Abad de Santillán, D: Estrategia y táctica. Ed. Júcar, Gijón, pp. 7-24
- 1976. Abad de Santillán, D: El anarquismo y la revolución en España. Escritos 1930-38. Ed. Jucar, Gijón, pp.
- 1976. Ferrer, F: La escuela moderna. Ed. Jucar, Gijón, pp. 9-19
- 1977. Cafiero, C: El capital al alcance de todos. Ed. Jucar, Gijón, pp. 7-10
- 1977. Buenacasa, M: El movimiento obrero español. Ed. Jucar, Gijón, pp. 9-12
- 1977. García, V: Utopías y anarquismo. Editores Mexicanos Unidos, México 15
- 1977 VVAA.: Sindicalismo revolucionario. Ed. Jucar, Gijón, pp. 7-10
- 1977. Lombroso-Mella: Los anarquistas. Ed. Jucar, Gijón, pp. 5-12
- 1977. Nettlau, M: La anarquía a través de los tiempos. Ed. Jucar, Gijón, pp. 7-12
- 1977. Bakunin, M: Federalismo, socialismo y antiteologismo. Ed. Jucar, Gijón, pp. 7-17
- 1977. Kropotkin, P: La moral anarquista. Ed. Jucar, Gijón, pp. 7-18
- 1977. García, V: La Internacional Obrera. Ed. Jucar, Gijón, pp.7-10
- 1977. Jarquín, M: Gabriel Marcel. Un testimonio de fidelidad. Ediciones de la Noche,

Guadalajara (México), pp. XIII-XV.
- 1977. Vázquez Borau, J. L: Semillas de eternidad. Ed. San Pío X, Madrid, pp.5-12
- 1978. Malato, C: Filosofía del anarquismo. Ed. Jucar, Gijón, pp. 3-5.
- 1978. Equipo El Sindicalista: Movimiento libertario y política. Ed. Jucar, Gijón, pp. 7-8.
- 1978. Guyau, J.M: Esbozo de una moral sin obligación ni sanción. Ed. Jucar, Gijón, pp. 7-9.
- 1978. Bakunin, M: El Estado y la Comuna. Ed. Jucar, Gijón, pp. 7-32.
- 1978. Martín, M.J: Fregenal de la Sierra. Una experiencia de escuela en libertad. Ed. Campo Abierto, Bilbao, pp. 7-8.
- 1978. Tolstoi, L: La escuela de Yasnaïa Poliana. Ed. Jucar, Gijón, 1978, pp. 3-13.
- 1979. Nettlau, M: La anarquía a través de los tiempos. Ed. Jucar, Gijón.
- 1979. Abad de Santillán, D: Alfonso XIII, la II República, Franco. Ed. Júcar, Gijón, pp. I-IV.
- 1987. Mazuela, V: Los burgos podridos. Burgos, 1987, pp. 9-10.
- 1991. Sureda, C y Romero, G: Un oficio sin paredes. Ed. Marova, Madrid, 1991, pp. 7-9.
- 1995. Moreno, M: El hombre como p ersona. Ed. Caparrós, Madrid, 1995, pp.
- 1996. Ortega-Cerezo: Al calor de la autogestión: Cyfisa: la utopía vivida. Ed. Hilo Negro, Burgos, 1996, pp. 7-8.
- 1996. Grave, J: Las aventuras de Momo. Ed. MCA, Valencia, 1996, pp. 5-9.
- 1996. Bautista, E: Metaphysik in Ansatz. Nosa y Jara Ed, pp. 15-17
- 1997. Ruiz de la Peña, J.L: Una fe que crea cultura. Ed. Caparrós, Madrid, pp. 9-12
- 2000. Aranguren, L: El reto de ser persona. Una aproximación a la antropología de J. Lacroix. BAC, Madrid, 2000, pp. XIII-XVI.
- 2001. Henríquez, L. A: Como árbol plantado junto al río. Ayuntamiento de Arucas, Gran Canaria, 2001, pp. 9-11.
- Cárdenas, M: La perspectiva humanista en la formación de profesionales. Integro, Guadalajara (Jalisco), pp. 5-21.
- 2002. Glosario. Religión. Fundación CNSE, Madrid, 2002, pp. 7-8.
- 2002. Mounier, E: El personalismo. Antología esencial. Ed. Sígueme, Salamanca, 2002, pp. 11-28.
- 2003. Guerra, R: Afirmar a la persona por sí misma. Comisión Nacional de los Derechos Humanos, México, 2003, pp. 11-14.
- 2004. Sastre, J: Repensar el voluntariado social. Ed. San Pablo, Madrid, pp. 11-23.
- 2004. Rozalén, J.L: La apasionante aventura de la educación. Ed. PPC, Madrid, 2004, pp. 7-10.
- Septién, J: Cartografía de Herrumbres. Fundación E. Mopunier, pp. 11-15.
- 2007. Esper, M.C: ¿Cómo educar en valores éticos?. Ed. Trillas, México, 2007, pp.5-18.
- 2008. Morales Ruiz, J.J: Lanza del Vasto. Fundación E. Mounier. Madrid, 2008, pp. 13-18.
- 2009. Narvarte, L: Para difundir sentido y esperanza. Fundación E. Mounier, Madrid, 2009, pp. 9-16.
- 2009: Blanco, L: Pedro Kropotkin. Fundación E. Mounier, Madrid, 2009, pp. 11-14..

## Distinciones
Ha recibido diferentes galardones:
- Premio de Ética Social (Madrid, 1991).
- Premio Pensamiento Social. (Valladolid, 1996).
- Premio Internacional Emmanuel Mounier. (París, 2002).
- Premio de Humanidades. Academia Mundial de Ciencias, Tecnología, Educación y Humanidades (Valencia, 2004).
- Premio Gigante del Espíritu (Inauco –Instituto Internacional para la autogestión y la acción social-, Valencia, 2009).